# Robert Oettel

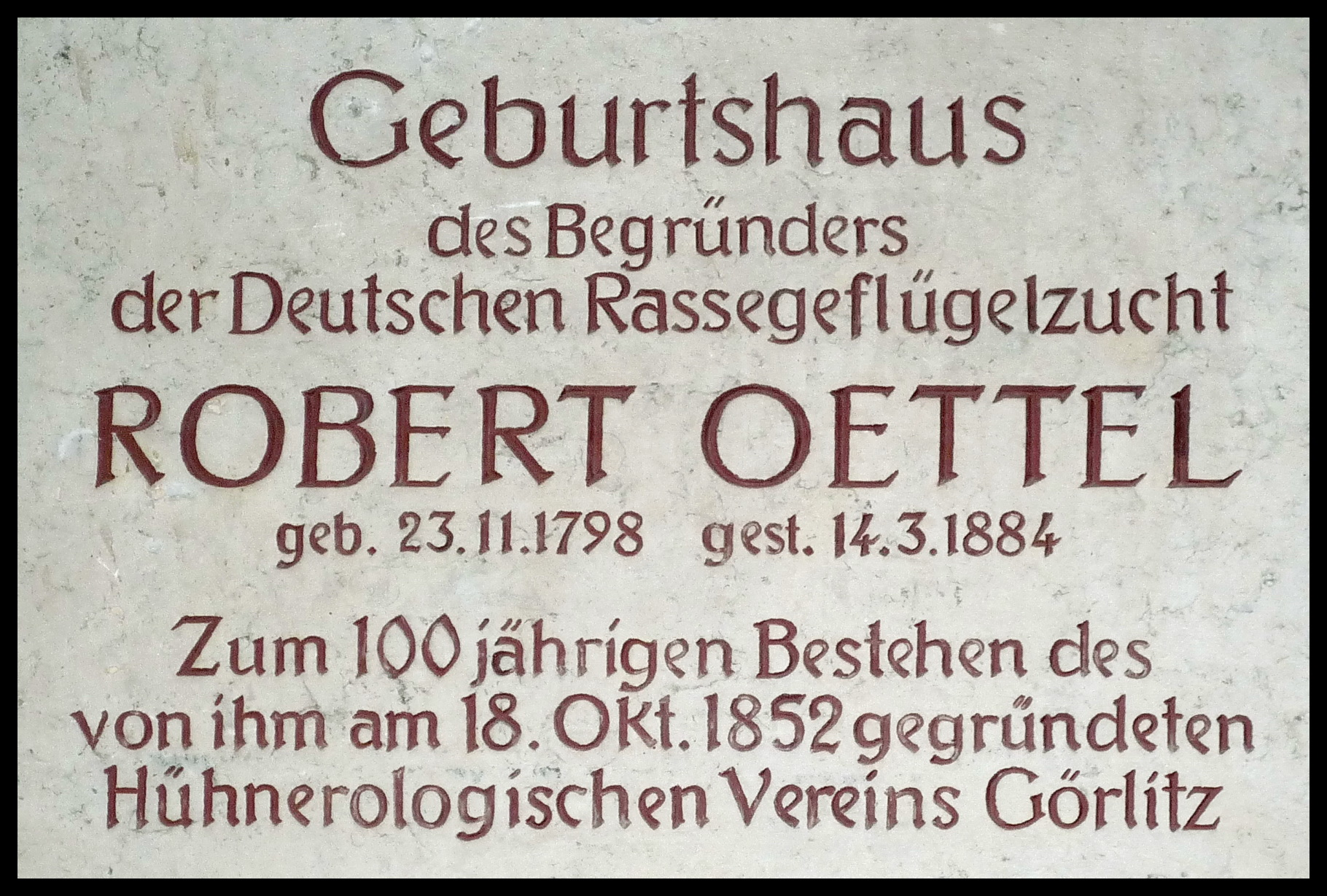
Gedenktafel am Geburtshaus von Robert Oettel

Karl Robert Oettel (* 23. November 1798 in Görlitz; † 14. März 1884, ebenda) war Kaufmann, Stadtverordneter und Begründer der deutschen Rassegeflügelzucht.

## Leben
Robert Oettel stammte aus einer angesehenen Görlitzer Kaufmannsfamilie. Nach Beendigung seiner Schulzeit nahm er in Dresden eine kaufmännische Lehre auf. Danach war Oettel in Frankfurt/M. als Französisch-Korrespondent eines Handelshauses tätig. Dort lernte er auch seine Frau kennen, Katharina Anna Mertz, die Tochter eines Leinenhändlers;  1824 heirateten sie. Aus dieser Ehe gingen drei Töchter hervor und ein Sohn, der früh starb. Nach der Hochzeit kehrte er nach Görlitz zurück. Nach dem Tod des Vaters 1840 übernahm er gemeinsam mit dem Bruder Emil das schon 1406 gegründete väterliche Handelsgeschäft für Stoffe und Tuche unter dem Namen „Handelshaus Gebrüder Oettel“. 44 Jahre lang war er Stadtverordneter in Görlitz.

## Wirken
Oettel war Kaufmann und nur aus Liebhaberei Hühnerzüchter. Er begründete jedoch die Rassegeflügelzucht in Deutschland und importierte erstmals asiatische Hühnerrassen (Cochin, Brahma). Diese asiatischen Hühner waren wüchsige Fleischhühner von großer Formen- und Farbenvielfalt, die auch im Winter Eier legten. Das war ein großer Fortschritt, gab es bis dahin doch nur leichte Landhühner mit saisongebundener Legetätigkeit. Oettel gründete den „Hühnerologischen Verein Görlitz“, den ersten Geflügelzuchtverein in Deutschland. Der Begriff „hühnerologisch“ war offenbar voller Selbstironie gewählt. Der Verein zählte schon im dritten Jahr nach der Gründung 600 Mitglieder.

## Andenken

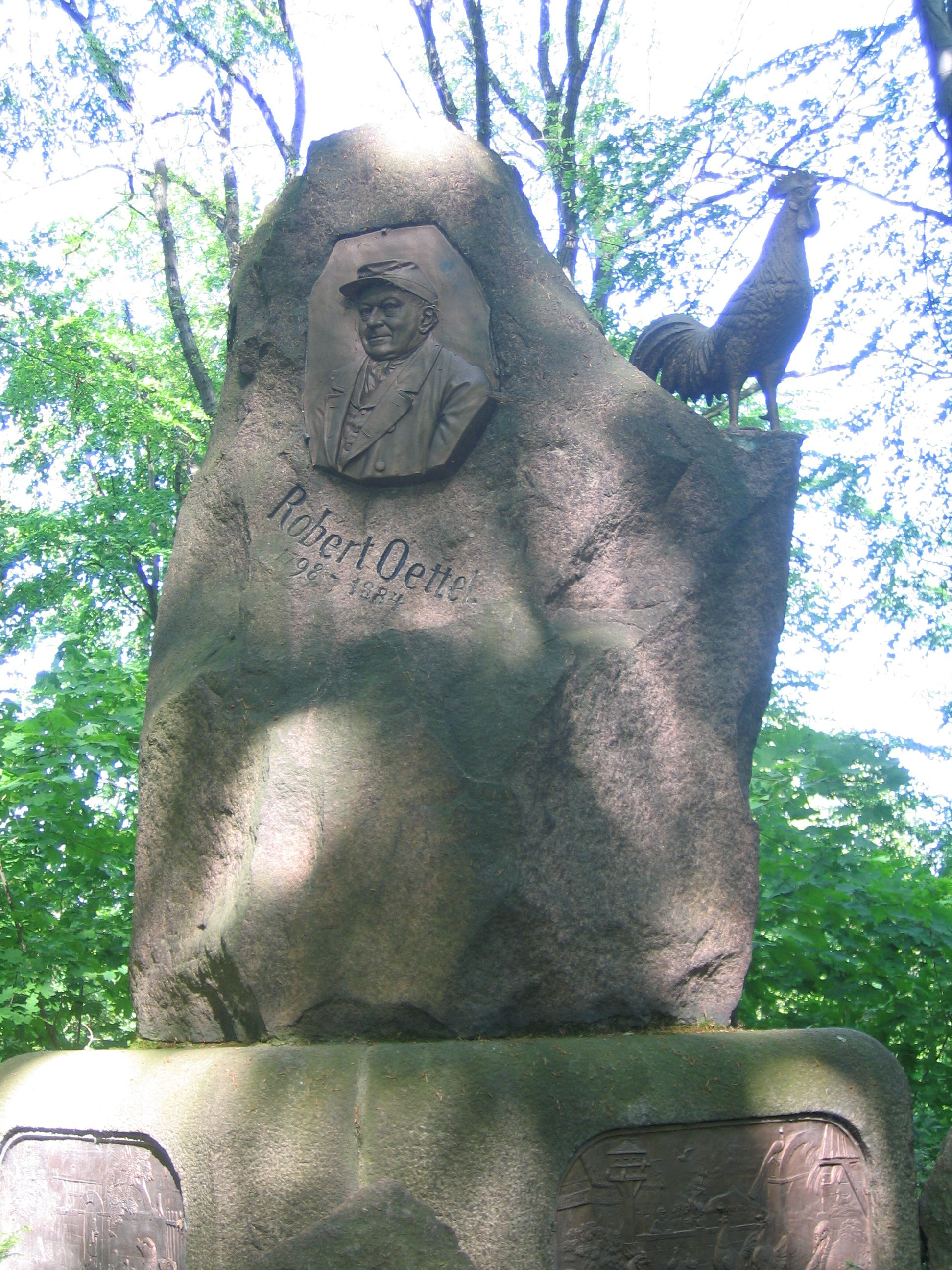
Denkmal für Robert Oettel in Görlitz

### Denkmal
Der Dresdner Bildhauer Reinhard Schnauder entwarf das Denkmal für Robert Oettel, das in den Anlagen der Stadt Görlitz errichtet wurde. Es steht heute im Gleiskreis der Görlitzer Oldtimer Parkeisenbahn. Am 15. Juni 1901, nach einer Festansprache seines Enkels August Kienitz, wurde der rohe Granitblock mit dem großen Bronzereliefbild Robert Oettels enthüllt.

### Gedenktafel
Sein Geburtshaus in Görlitz, am Untermarkt 2, ist mit einer langen und bewegten Geschichte belegt, die bis in das 13. Jahrhundert zurückreicht. Zum 100-jährigen Bestehen des von ihm am 18. Oktober 1852 gegründeten „Hühnerologischen Vereins Görlitz“ wurde eine Gedenktafel zu Ehren Robert Oettels angebracht.

### Grabplatte
Lange Zeit war die Grabstelle Robert Oettels unbekannt. Nach langen Recherchen des Görlitzer Vereins konnte am 7. April 2013 eine neue Grabplatte am Platz der Grablege Oettels errichtet werden. Finanziert wurde diese durch den Bund Deutscher Rassegeflügelzüchter, der seine Ursprünge in der Gründung des 1. Hühnerologischen Vereins zu Görlitz durch Robert Oettel sieht, und den Sächsischen Rassegeflügelzüchterverband. Den Platz der Grablege stellte die Stadt Görlitz zur Verfügung. Gepflegt wird auch dieses Denkmal von den Hühnerologen zu Görlitz.

## Trivia
Oettel ist der Urururgroßvater des Politikers Gregor Gysi.

## Werke
- Die Kaninchenzucht oder Anleitung mit geringen Kosten und Raumersparnis durch rationelles Verfahren ein rentables Unternehmen zu begründen. Aus dem Französischen von M. Rédarès bearbeitet und nach neueren Quellen und Erfahrungen wesentlich umgestaltet von Robert Oettel, 4. Auflage, Voigt, Weimar 1873 OCLC 255299378
- Die praktische Hühnerzucht: nebst einem Anhang, betreffend die Zucht des Perlhuhns, des Truthuhns, des Fasanen, der Ente und der Gans. Hrsg. von Robert Oettel, Remer, Görlitz 1863 OCLC 174528830
- Der Hühner- oder Geflügelhof, sowohl zum Nutzen als zur Zierde. 6. Auflage, Weimar, Voigt 1879 OCLC 784089754